# Спиральная галактика

Пример спиральной галактики, галактика Вертушка (M 101)

Спира́льная гала́ктика (обозначается S) — один из основных типов галактик в последовательности Хаббла, описанный им в 1936 году. Такие галактики имеют значительную дисковую составляющую и небольшой балдж, и, в отличие от линзовидных галактик, имеют выраженные спиральные рукава, за что и получили своё название. Считается, что спиральные галактики составляют примерно половину всех галактик.

## История изучения
Впервые «спиральные туманности» как класс объектов описал Уильям Парсонс в 1845 году. Однако, в те времена всё ещё считалось, что эти туманности находятся внутри Млечного пути и являются облаками газа и пыли, и только в 1926 году Эдвин Хаббл доказал, что такие объекты на самом деле расположены вне Млечного пути.

## Физические характеристики

Зависимость Талли — Фишера для спиральных и линзовидных галактик

Параметры различных галактик, в том числе и спиральных, варьируются в широком диапазоне.
Спиральные галактики чаще всего имеют диаметры 20–40 кпк, хотя иногда встречаются и более крупные: так, например, крупнейшая известная спиральная галактика, NGC 6872, имеет диаметр около 160 кпк, что в пять раз больше, чем диаметр Млечного пути. Большинство галактик имеет абсолютные звёздные величины от –21m до –23m, но встречаются также карликовые галактики с меньшей светимостью. Наконец, массы большинства галактик, включая карликовые, лежат в диапазоне от 109 до 1012 M⊙, причём галактики с большей массой встречаются реже, чем с меньшей.
Скорости вращения обычно лежат в пределах от 100 до 300 км/с. При этом характер вращения различается в различных галактиках и в разных частях галактик: в эллиптических галактиках и в балджах дисковых галактик звёзды и другие элементы галактики вращаются по вытянутым орбитам, лежащим в разных плоскостях. Движение же в дисковых составляющих линзовидных и спиральных галактик происходит по круговым орбитам приблизительно в одной плоскости.
Для спиральных галактик выполняется зависимость Талли — Фишера, связывающая общую светимость галактики и скорость её вращения. Эта зависимость применима и к линзовидным галактикам, но с немного другими коэффициентами.

## Структура
Спиральные галактики состоят из следующих компонентов:
- Галактический диск
- Балдж
- Галактическое гало
- Чёрная дыра в центре галактики

Схема спиральной галактики, вид в профиль

Среди всех типов галактик (за исключением неправильных, не имеющих какой-либо структуры), в среднем, в спиральных галактиках наиболее выражена дисковая составляющая, и меньше всех — балдж. В дисках спиральных галактиках наблюдаются галактические рукава, а сам диск обычно окружён галактическим гало. В гало содержится небольшая часть массы галактики, преимущественно старые звёзды поколения II и шаровые скопления. Таким же по содержанию является балдж, а диск, напротив, богат молодыми звёздами поколения I, рассеянными звёздными скоплениями и межзвёздным газом и пылью, а также туманностями.

### Бар
В некоторых спиральных галактиках присутствует перемычка в центре, называемая баром и проходящая между спиральными рукавами. Она есть и у Млечного Пути, как показали наблюдения 2005 года на Космическом телескопе имени Спитцера, и на данный момент ей обладает 2/3 всех спиральных галактик. Однако, со временем это число меняется: 8 миллиардов лет назад он был только у 11% спиральных галактик, и к моменту 2,5 миллиардов лет назад это число удвоилось.

### Спиральная структура
Галактические рукава, наблюдаемые только в дисках спиральных галактик, выделяются большей светимостью и голубым цветом на фоне диска и имеют форму логарифмической спирали. Во всех спиральных галактиках наблюдаются рукава, однако только в 10% спиральных галактик наблюдается упорядоченная структура. В 60% галактик спиральная структура менее регулярна, но, в целом, хорошо прослеживается, а оставшиеся 30% относятся к флоккулентным галактикам: их спиральный узор состоит из отдельных кусочков и не образует непрерывных спиралей.
Между рукавами также есть звёзды и межзвёздное вещество, но рукава галактик выделяются из-за того, что являются наиболее активными областями звездообразования в галактике. Именно в них образуются звёзды, однако, самые яркие и горячие из них живут недолго и не успевают переместиться в другие области диска. Поэтому они наблюдаются только в рукавах галактики, что и обеспечивает им высокую яркость и голубоватый цвет. Однако, в инфракрасном диапазоне спиральная структура также наблюдается, следовательно, рукава являются также областями повышенной плотности звёзд.
Долгое время был неизвестен ответ на вопрос, являются ли спирали «закручивающимися» или «раскручивающимися»: то есть, происходит ли вращение галактики внешним концом рукава, соответственно, назад или вперёд: в галактиках, наблюдаемых с ребра, невозможно разглядеть спиральную структуру, а у галактик, наблюдаемых плашмя, трудно измерить скорость вращения. На данный момент считается, что в большинстве галактик спирали закручиваются, однако в некоторых взаимодействующих галактиках встречалось обратное.
Происхождение спиральных рукавов также долгое время было загадкой: в простейшем представлении, в котором спиральные ветви содержат постоянно одно и то же вещество, за несколько оборотов галактики они бы растягивались и распадались. Поэтому на данный момент господствуют две гипотезы: либо спиральные рукава живут недолго и постоянно исчезают и возникают, либо же они движутся вокруг центра галактики со своей скоростью, отличной от скорости вращения галактики — таким образом, звездообразование постоянно происходит в разных областях.

## Примеры спиральных галактик
- Млечный Путь
- Галактика Андромеды
- Галактика Треугольника
- Галактика Водоворот
- Галактика Вертушка